# Crkva sv. Ivana Krstitelja u Marini
Crkva sv. Ivana Krstitelja, crkva u Marini, zaštićeno kulturno dobro.

## Opis dobra
Vrijeme nastanka: 16. stoljeće. Ostaci utvrde Citadele s crkvom Sv. Ivana Krstitelja nalaze se u središtu naselja Marina. Citadela je građena oko 1500. g., investicijom trogirskog biskupa Frana Marcella. Crkva je jednobrodna građevina, podignuta na pravokutnom tlocrtu s kvadratičnom apsidom, svođena šiljastim svodom i pokrivena kupom kanalicom. Zidana je poluobrađenim kamenom u redovima, a u unutrašnjosti je ožbukana. Pročelje je kasnije barokizirano, na vrhu je preslica sa zvonom. Na pročelje je ugrađen gradski sat. Uz južni zid crkve dograđena je renesansna kapelica koja se koristila kao krstionica.
Crkva je podignuta unutar Citadele, na prostoru seoskog trga – Brce.

## Zaštita
Ostatci utvrde Citadele s crkvom Sv. Ivana Krstitelja skupa su po jedinstvenom oznakom Z-4900 zavedeni kao nepokretno kulturno dobro - pojedinačno, pravna statusa zaštićena kulturnog dobra, klasificirano kao "sakralno-profana graditeljska baština".